# Abborrtjärnen (Örträsks socken, Lappland, 713361-164712)
Abborrtjärnen är en sjö i Lycksele kommun i Lappland och ingår i Öreälvens huvudavrinningsområde.